# Дом Лейбница (Ганновер)
Дом Лейбница (нем. Leibnizhaus) — изначально построенный в 1499 году жилой дом в городе Ганновер (Нижняя Саксония), восстановлен в 1981—1983 годах.

## История
Дом был построен в 1499 году в стиле архитектуры Возрождения.
Дом назван в честь философа и математика Лейбница, который проживал в нём с 1698 года до своей смерти в 1716 году. Название дома появилось лишь в середине 19 века.
В 1759 году в доме родился Август Вильгельм Иффланд — известный немецкий актёр, режиссёр, драматург.
Во время Второй мировой войны, в 1943 году, здание было разрушено налетами союзной авиации.
В 1981—1983 годах на другом месте был построен дом, фасадами повторяющими оригинальный дом Лейбница.

## Современное использование
Часть дома Лейбница представляет собой экспозицию, посвященную ученому. Остальная площадь используется в качестве гостевого дома ганноверского университета Вильгельма Лейбница.
В настоящее время дом является одной из главных достопримечательностей города и выходит в пешеходный туристический маршрут «Красная нить».